# Gyrinops caudata
Gyrinops caudata är en tibastväxtart som först beskrevs av Ernest Friedrich Gilg, och fick sitt nu gällande namn av Domke. Gyrinops caudata ingår i släktet Gyrinops och familjen tibastväxter. Inga underarter finns listade i Catalogue of Life.